# 詹姆斯·蘭金
詹姆斯·洛夫·蘭金（James Love Rankin，1909年11月27日—?），是來自愛爾蘭的男子羽球運動員。
詹姆斯·蘭金曾於1939年與托馬斯·博伊爾一起贏得全英羽球錦標賽的男子雙打冠軍，該賽事被認為是非官方的世界羽球錦標賽。
他還贏得了10次愛爾蘭羽球公開賽冠軍。